# 2013년 퓨처스리그
퓨처스 리그의 2013년 시즌은 퓨처스 리그의 24번째 시즌이며, 대한민국의 11개 프로 야구 구단과 최초의 독립 구단 1개 구단 (고양 원더스) 그리고 일본의 1개 프로 야구 구단(소프트뱅크 호크스 3군)들이 참가한다.
2013년 4월 2일 개막하면, 북부리그 5개팀(경찰, LG, SK, 두산, 한화), 남부리그 6개팀(삼성, 롯데, 넥센, KIA, NC, 상무), 총 11개팀이 총 530경기(북부리그 230경기, 남부리그 300경기)를 거행하게 되고, 독립 구단인 고양 원더스는 48경기를 거행하게 된다.

## 변경된 사항 (2013년)
- 기존에 북부리그에 소속되어 있던  상무가 남부리그로.[1] 남부리그에 소속되어 있던 한화 이글스가 북부리그로 이동하게 된다.
- 삼성 라이온즈는 2013시즌부터 홈 30경기를 포항야구장에서 치를 예정으나.[2] NC 다이노스가 포항야구장 임시 홈 경기장으로 사용하면 모든 홈 경기가 삼성 라이온즈 볼파크에서 열렸다.
- NC 다이노스의 홈 경기장인 진해 공설 야구장 공사로 인해 홈경기를 1군 원정경기때는 마산종합운동장 야구장을 사용하고, 1군 홈경기때는 포항야구장, 남해스포츠파크 야구장 사용함.
- 도핑테스트가 시행된다.
- 모든 선수가 출전가능했던 퓨처스리그에도 엔트리 등록 규정을 제정하여 경기당 출전할 수 있는 선수는 26명으로 제한해 경기 1시간30분전까지 등록하고 인원이 적은 상무와 경찰청을 제외한 9개 구단은 엔트리에서 말소될 경우 3일간 재등록이 불가능하다.

## 정규 리그
- 기간 : 2013년 4월 2일 ~ 9월 28일

### 팀 순위

#### 북부 리그
| 순위 | 구단 | 경기 | 승 | 패 | 무 | 승률 | 게임차 | 비고          |
| ---- | ---- | ---- | -- | -- | -- | ---- | ------ | ------------- |
| 1    | 경찰 | 92   | 47 | 37 | 8  | .560 | -      | 북부리그 우승 |
| 2    | SK   | 92   | 47 | 39 | 6  | .547 | 1.0    |               |
| 3    | LG   | 92   | 43 | 40 | 9  | .518 | 3.5    |               |
| 4    | 두산 | 92   | 40 | 50 | 2  | .444 | 10.0   |               |
| 5    | 한화 | 92   | 28 | 56 | 8  | .333 | 19.0   |               |

#### 남부 리그
| 순위 | 구단 | 경기 | 승 | 패 | 무 | 승률 | 게임차 | 비고                      |
| ---- | ---- | ---- | -- | -- | -- | ---- | ------ | ------------------------- |
| 1    | 상무 | 100  | 56 | 34 | 10 | .622 | -      | 남부리그 우승 · 통합 우승 |
| 2    | 넥센 | 100  | 55 | 39 | 6  | .585 | 3.0    |                           |
| 3    | 삼성 | 100  | 48 | 44 | 8  | .522 | 9.0    |                           |
| 4    | NC   | 100  | 44 | 50 | 6  | .468 | 14.0   |                           |
| 5    | 롯데 | 100  | 42 | 49 | 9  | .462 | 14.5   |                           |
| 6    | KIA  | 100  | 41 | 53 | 6  | .436 | 17.0   |                           |

#### 교류 경기
- 고양 원더스 : 2013년 4월 19일 ~ 9월 27일
- 소프트뱅크 호크스 : 2013년 6월 12일 ~ 8월 2일

| 구단       | 경기 | 승 | 패 | 무 | 승률 |
| ---------- | ---- | -- | -- | -- | ---- |
| 고양       | 48   | 27 | 15 | 6  | .643 |
| 소프트뱅크 | 15   | 7  | 7  | 1  | .500 |

### 통계

#### 타자 TOP
- 남부리그

| 부문      | 선수   | 기록  |
| --------- | ------ | ----- |
| 타율(AVG) | 강구성 | 0.352 |
| 홈런(HR)  | 안태영 | 14개  |
| 타점(RBI) | 서상우 | 79    |

- 북부리그

| 부문      | 선수   | 기록  |
| --------- | ------ | ----- |
| 타율(AVG) | 장성우 | 0.382 |
| 홈런(HR)  | 최승준 | 19개  |
| 타점(RBI) | 장성우 | 73    |

#### 투수 TOP
- 남부리그

| 부문            | 선수   | 기록 |
| --------------- | ------ | ---- |
| 승리(W)         | 박종훈 | 13승 |
| 평균자책점(ERA) | 변강득 | 2.93 |

- 북부리그

| 부문            | 선수   | 기록 |
| --------------- | ------ | ---- |
| 승리(W)         | 양훈   | 11승 |
| 평균자책점(ERA) | 장원준 | 2.43 |

## 경기 중계
퓨처스리그 역사상 최초로 방송 4사에서 모두 중계를 담당하게 되었다. (하루에 1경기씩 돌아가면서 중계)
- MBC 스포츠+
- KBS N 스포츠
- XTM
- SBS ESPN
- 네이버 스포츠